# Martin Dibelius

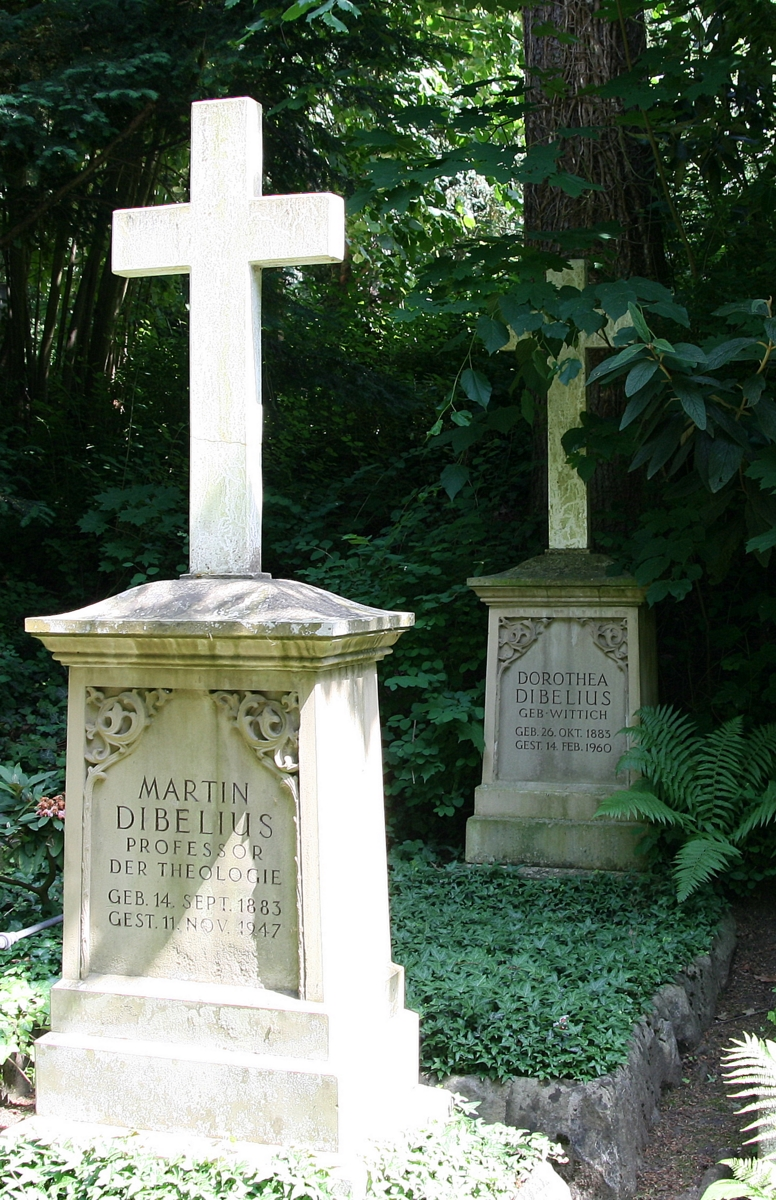
Grab des Ehepaares Dibelius in hintereinanderliegenden Einzelgräbern Heidelberger Bergfriedhof auf dem Professorenweg in der (Abt. D)

Martin Franz Dibelius (* 14. September 1883 in Dresden; † 11. November 1947 in Heidelberg) war ein deutscher evangelischer Theologe und Hochschullehrer. Er war Professor für Neues Testament an der Ruprecht-Karls-Universität Heidelberg.

## Familie und Werdegang
Dibelius ist der Sohn des Pfarrers und letzten sächsischen Oberhofpredigers Franz Wilhelm Dibelius und ein Cousin von Otto Dibelius. Martin Dibelius war verheiratet mit Dorothea, geb. Wittich. Er studierte Evangelische Theologie und Philosophie an der Universität Neuchâtel, der Eberhard Karls Universität Tübingen, der Universität Leipzig und der Friedrich-Wilhelms-Universität zu Berlin, an der er 1910 seine erste Dozentur erhielt. Im Jahr 1915 folgte er einem Ruf als ordentlicher Professor für Neues Testament an die theologische Fakultät der Ruprecht-Karls-Universität Heidelberg. Seit 1926 war er ordentliches Mitglied der Heidelberger Akademie der Wissenschaften.
Die Grabstätte von Martin Dibelius und seiner Frau Dorothea befindet sich in hintereinanderliegenden Einzelgräbern auf dem so genannten „Professoren-Weg“ auf dem Bergfriedhof (Heidelberg) in der Abteilung D.

## Werk und Bedeutung
Dibelius’ bedeutendste wissenschaftliche Leistung war die Begründung der formgeschichtlichen Methode in der Synoptikerforschung durch seine Monographie Die Formgeschichte des Evangeliums, Tübingen 1919 (zeitgleich mit Karl Ludwig Schmidt). Daneben schrieb er Monographien u. a. zur neutestamentlichen Ethik und Kommentare zu kleineren Paulusbriefen sowie zum Jakobusbrief.

## Politische Aktivitäten
Im Ersten Weltkrieg gehörte Dibelius dem Volksbund für Freiheit und Vaterland an. Von 1919 bis 1930 war er Mitglied der Deutschen Demokratischen Partei (DDP).
Im so genannten „Fall Dehn“ solidarisierte er sich mit Günther Dehn, einem Anhänger der dialektischen Theologie, Sozialdemokraten und Pazifisten. Für diese Zeit (1931–1932) war das ein äußerst mutiger Schritt, den nur drei (zeitweise auch vier) Kollegen mitzumachen wagten. Viele andere Theologieprofessoren sympathisierten mit den Forderungen der nationalsozialistischen Studentenschaft, Dehn gehöre aus der Universität ausgeschlossen.

## Schriften (Auswahl)
- Die Briefe des Apostels Paulus an Timotheus I., II., An Titus. (= Handbuch zum Neuen Testament 3,2). Mohr, Tübingen 1913
  - Neuausgabe: Die Pastoralbriefe (= Handbuch zum Neuen Testament 13). Mohr, Tübingen 1919; 4. Auflage 1966.
  - The Pastoral epistles, a commentary on the Pastoral epistles. Fortress, Philadelphia 1972.
- Die Formgeschichte des Evangeliums. Mohr, Tübingen 1919; 6. Auflage 1971.
  - From tradition to Gospel. Scribner, New York 1965.
- Geschichtliche und übergeschichtliche Religion im Christentum. Vandenhoeck & Ruprecht, Göttingen 1925.
- Geschichte der urchristlichen Literatur. de Gruyter, Berlin 1926; 3. Auflage 1990.
- Jesus (= Sammlung Göschen, 1130). Walter de Gruyter, Berlin 1939; 2. Auflage 1947; 3. Auflage 1960; 4. Auflage 1966.
  - Jesus. Westminster Press, Philadelphia 1949.
- Britisches Christentum und britische Weltmacht. (= Das Britische Reich in der Weltpolitik, Heft 21, zugleich: Schriften des Deutschen Instituts für Außenpolitische Forschung und des Hamburger Instituts für Auswärtige Politik, Heft 36). Junker & Dünnhaupt, Leipzig 1940.
- Paulus. Nach dem Tode des Verfassers hrsg. und zu Ende geführt von Werner Georg Kümmel (= Sammlung Göschen Bd. 1160). de Gruyter, Berlin 1951; 3. Auflage 1964; 4. Auflage 1970.
  - Paul. Longmans, Green and Co., London 1953.
- Aufsätze zur Apostelgeschichte. Hrsg. von Heinrich Greeven. Evangelische Verlagsanstalt, Berlin 1949; 5. Auflage 1968.
  - Studies in the acts of the apostles. SCM Press, London 1956; 2. Auflage 1973.
- Botschaft und Geschichte. Gesammelte Aufsätze. In Verbindung mit Heinz Kraft hrsg. von Günther Bornkamm. Mohr, Tübingen.
  - Bd. 1. Zur Evangelienforschung. 1953
  - Bd. 2. Zum Urchristentum und zur hellenistischen Religionsgeschichte. 1956.